# 汉斯·菲舍尔
汉斯·菲舍尔（德語：Hans Fischer，1881年7月27日—1945年3月31日），德国有机化学家，1930年诺贝尔化学奖获得者。

## 早年经历
汉斯·菲舍尔1881年7月27日出生于德国法兰克福。他先后在斯图加特和威斯巴登念小学和中学。1899年从中学毕业后，菲舍尔先后在瑞士洛桑大学和德国马尔堡大学同时修读化学和医学两个专业。1904年，他获得马尔堡大学化学学位，其后在1906年和1908年分别获得医学执照和医学士学位。

## 学术经历
汉斯·菲舍尔毕业后到慕尼黑当内科医生，后来进入柏林第一化学研究所，在赫尔曼·埃米尔·费歇尔的指导下进行科学研究。1911年，他回到慕尼黑，次年获得内科医学讲师资格。1913年，成为慕尼黑心理学研究所的心理学讲师。1916年，成为因斯布鲁克大学医学化学教授，1918年转到维也纳大学。从1921年起，直到去世，他一直在慕尼黑工业大学担任有机化学教授。
菲舍尔的科研工作主要集中于研究血液和胆汁中的色素、绿色植物中的叶绿素以及衍生出这些色素的吡咯。其中最重要的工作是胆红素与血红素的合成。他合成了超过130种卟啉，其中在1929年合成血红素。1930-40年代，他对叶绿素的研究形成了100多篇论文，阐明了叶绿素的结构，重点论证叶绿素分子中含有二氢卟吩环系，且中心有1个与二氢卟吩环形成配位的镁原子。这些研究成果为后来罗伯特·伯恩斯·伍德沃德合成叶绿素奠定了基础。
菲舍尔的研究受到广泛认可，并因此获得多项荣誉。其中在1930年，“由于对血红素和叶绿素结构的研究，以及血红素的合成”，汉斯·菲舍尔获得诺贝尔化学奖。此外，月球上的“菲舍尔环形山”以他和赫尔曼·埃米尔·菲舍尔的名字命名。

## 个人生活
汉斯·菲舍尔1935年与维尔特鲁德·豪费结婚。1945年，第二次世界大战结束前不久，由于自己的实验室和研究成果在轰炸中几乎全部被毁，菲舍尔过度沮丧，在慕尼黑自杀去世。